# Gerard van Emmerik
Gerard van Emmerik (Apeldoorn, 3 november 1955) is een Nederlandse schrijver van verhalenbundels en romans. 
Na publicaties in Hollands Maandblad en De Gids debuteerde hij in 1993 met Iets Scherps, Een Priem. Drie jaar later volgde De Stem Van De Meester, waarin het net als in zijn debuut draait om macht binnen (liefdes)relaties. In 1998 verscheen Mischa's Koorts. De veertienjarige Mischa begint in de vrijzinnige jaren zeventig een verhouding met een man van middelbare leeftijd. Hun relatie is gedoemd te mislukken door het begrip en de openheid van Mischa's moeder. 
In 2008 verscheen Ik Ben Je Vriend, een roman in verhalen over een groepje mensen dat ondanks de hitte in beweging komt. Zijn meest recente roman is De nieuwe Kratz.
Naast schrijver is Gerard van Emmerik ook docent creatief schrijven, onder meer op de Schrijversvakschool in Amsterdam en bij Script+. Hij maakt deel uit van de redactieraad van Hollands Maandblad.